# Bartholomaea sessiliflora
Bartholomaea sessiliflora là một loài thực vật có hoa trong họ Liễu. Loài này được (Standl.) Standl. & Steyerm. mô tả khoa học đầu tiên năm 1940.